# Budětice
Budětice település Csehországban, a Klatovyi járásban. Budětice Nalžovské Hory, Rabí, Dobršín, Hradešice és Hrádek településekkel határos. Lakosainak száma 292 fő (2024. január 1.).

## Népesség
A település lakosságának változását az alábbi diagram mutatja:
| Lakosok száma | 923  | 829  | 857  | 512  | 373  | 273  | 298  | 286  | 303  | 292  |
|               | 1869 | 1900 | 1921 | 1961 | 1980 | 2011 | 2016 | 2019 | 2021 | 2024 |

## Galéria

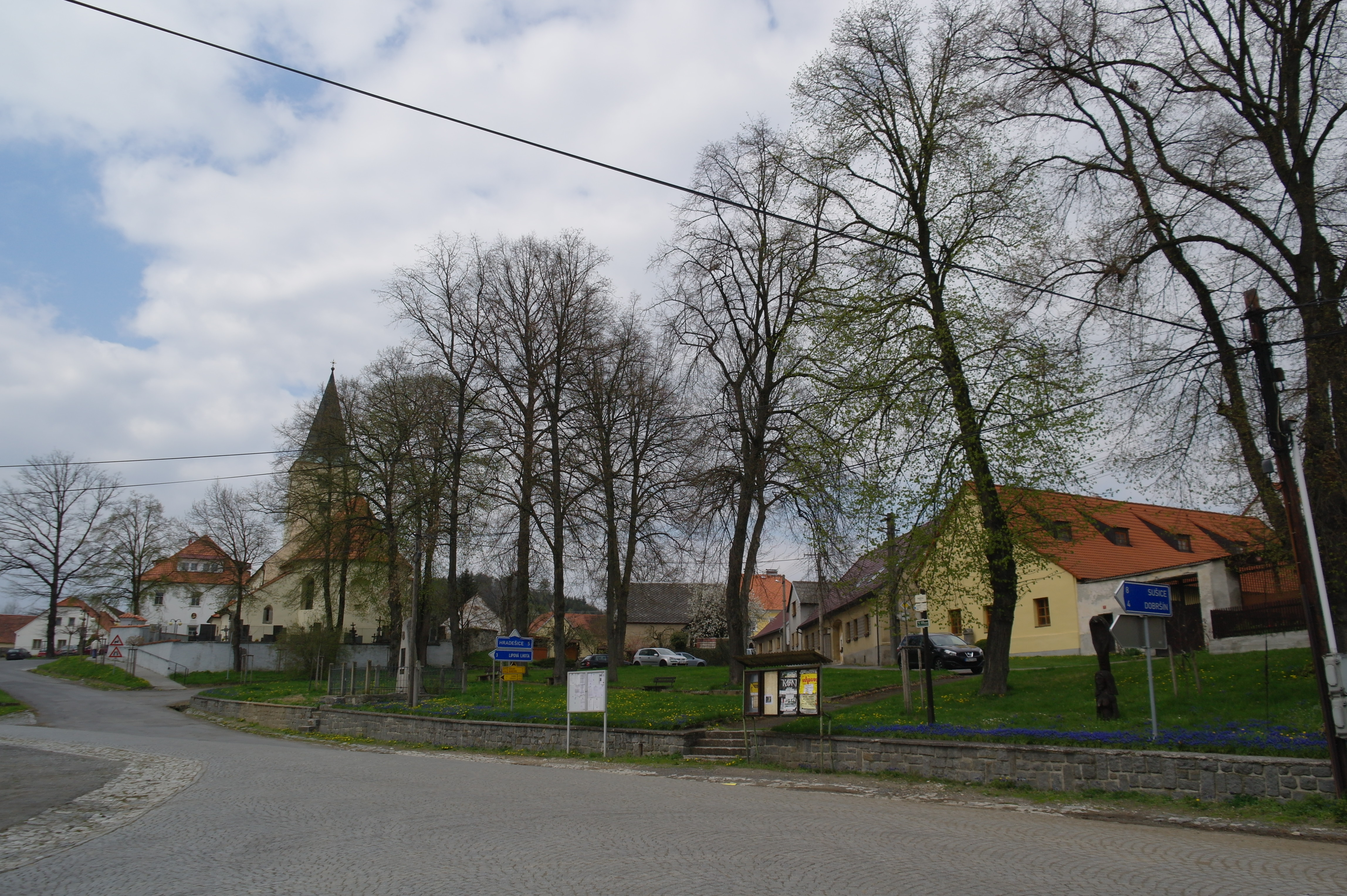
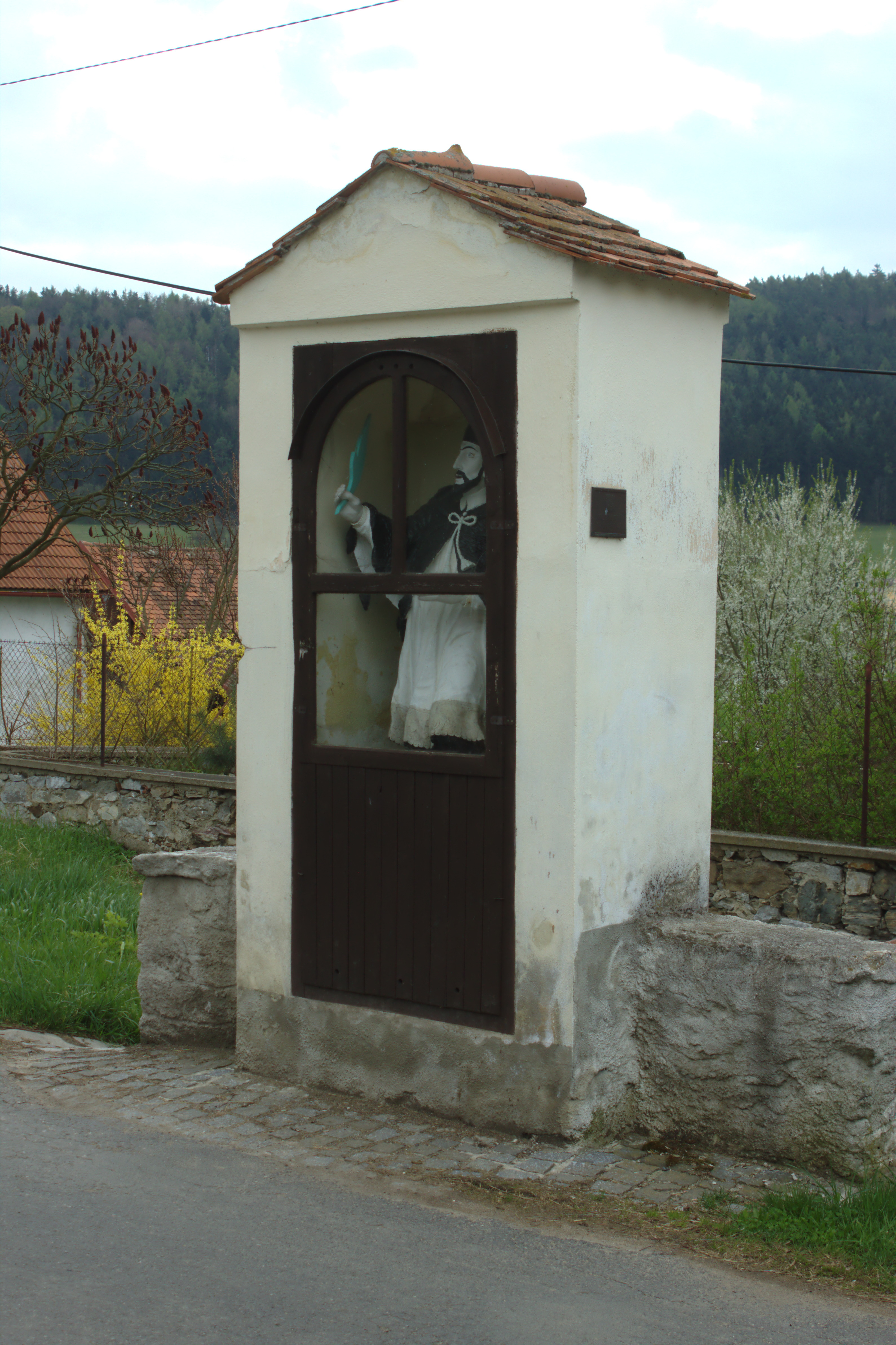
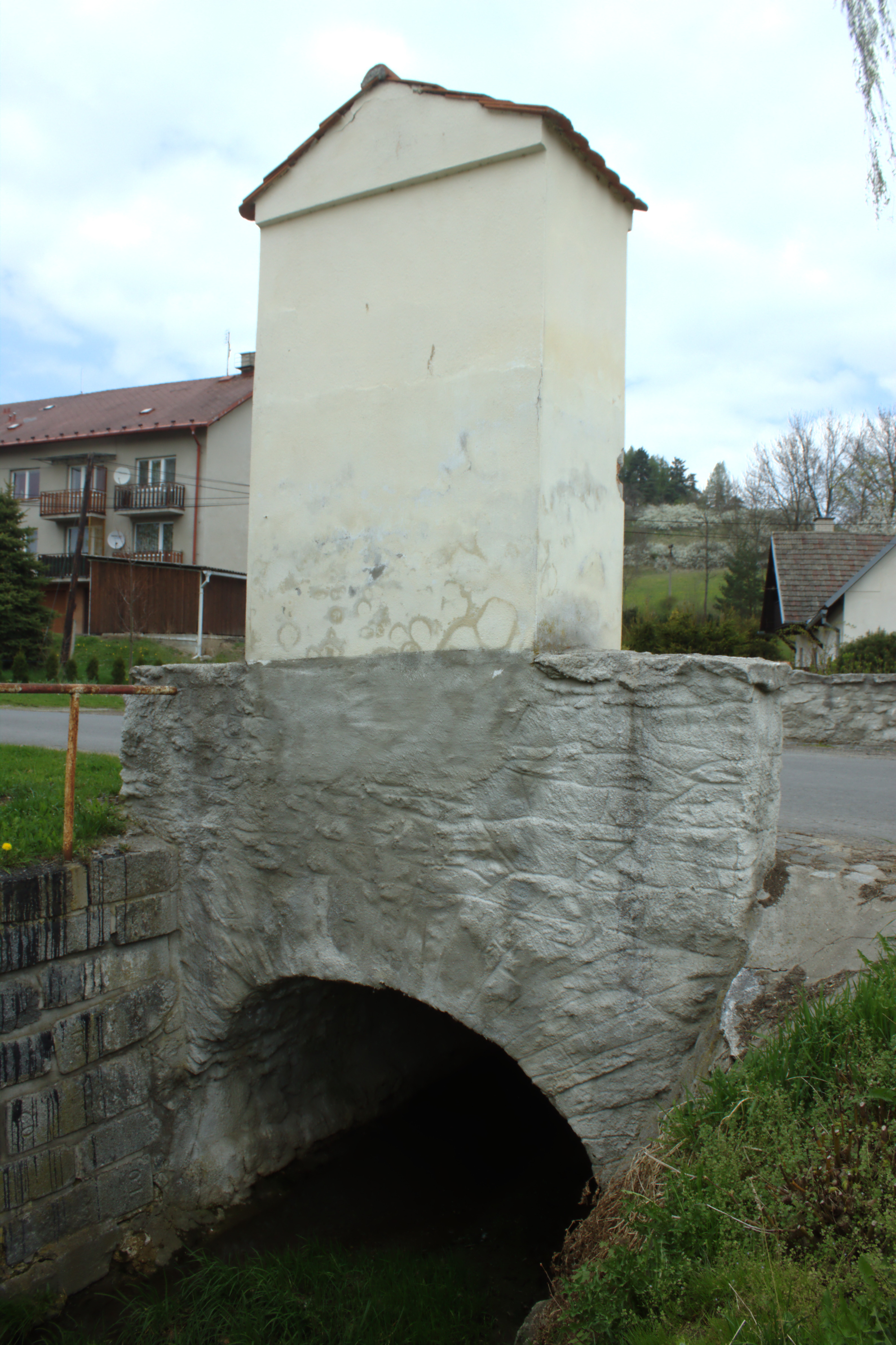